# 論述分析
論述分析（或譯話語分析、言說分析，discourse analysis，簡稱 DA）是一套廣泛應用於語言學、社會學、認知心理學、口語傳播等學科的分析方式，講求在語境中分析口語、書面語言、手語、肢體語言等等不同的言語行為及言外行為。
論述分析強調語言分析應跨越單句的藩籬，著重句與句之間成章成篇的關聯性與結構性；同時認為語言分析者應分析自然產生的真實語料，而應避免使用專為研究而造出來的例句，所以又被稱為語料庫語言學。

## 內容
論述分析其相应的英语术语应该是“Discourse Study”。作为論述分析学的对象，論述（discourse）一詞包括了書寫及口語文本。同是研究语言所使用的理論，语用学侧重语用学理论的论证，其常规的教学和研究内容包括：格莱斯的会话合作理论，奥斯汀和塞尔的言语行为理论等。而标准的論述分析教材，通常涵盖语篇的衔接和连贯等。

## 福柯式话语分析
福柯式话语分析（Foucauldian discourse analysis）是以米歇尔·福柯的理论为基础的一种话语分析形式，重点研究通过语言和实践表现出来的社会权力关系。
采用福柯式话语分析可以进行广泛的论述分析。其中包括探讨权威人物如何使用语言表达其统治性地位，并要求下属对其服从和尊重：权威人物与其服从者之间的纪律性互动突出了其权力关系。举个具体例子，福柯式话语分析可以用于研究教师对学生使用的语言，或者军官对新兵使用的语言。它也可用来研究语言是如何被用于反抗掌权者的。另外，它还被用来阐释学者和活动家是如何在不知不觉中复制了他们想要挑战和克服的话语的。

## 话语分析在传播学
话语分析方法最早由梵·迪克引入传播学领域，在他1988年出版的《新闻作为话语》(《News as Discourse》)一书中，他利用话语分析方法分析了新闻话语的结构、制作和理解,1989年诺曼·费尔克拉夫的《语言与权力》一书则奠定了批判性话语分析方法的基石。

## 相关领域和术语
- 批判論述分析
- 內容分析法
- 文本语言学
- 会话分析（英语：Conversation analysis）

## 參閲
- 话语